# Михаил Охридски и Македонски
Михаил, архиепископ Охридски и Македонски (на македонска литературна норма: Михаил), е четвъртият глава на Македонската православна църква.

## Биография
Михаил е роден като Методий Гогов през 1912 година в щипската махала Ново село, тогава в Османската империя, днес в Северна Македония. След освобождението на Щип в границите на Царство България между 1941 и 1944 година е председател на българското читалище „Гоце Делчев“.
Участва като делегат на Второто заседание на АСНОМ. През 30-те години на XX век преподава литургика в Щипската гимназия. Дългогодишен професор и декан на Богословския факултет на Скопския университет. През 50-те години на XX век лежи в концлагера Идризово. Избран е за глава на МПЦ на 4 декември 1993 година. Умира в 1999 година. Погребан е в църквата „Свети Наум“ в скопското село Радишани.